# Bayerisches Landesamt für Umwelt
Das Bayerische Landesamt für Umwelt (LfU) ist eine Landesbehörde im Geschäftsbereich des Bayerischen Staatsministeriums für Umwelt und Verbraucherschutz mit Hauptsitz in Augsburg.

## Entstehung
Das Bayerische Landesamt für Umwelt ging aus den drei ehemaligen Landesämtern für Umweltschutz, für Wasserwirtschaft aus Teilen des Landesamts für Arbeitsschutz, Arbeitsmedizin und Sicherheitstechnik sowie aus dem Bayerischen Geologischen Landesamt hervor und nahm in seiner jetzigen Form am 1. August 2005 seine Arbeit auf. Heute beschäftigt die Behörde an zehn Dienststellen insgesamt 1.100 Mitarbeiter. Darunter sind viele Berufsgruppen und Fachrichtungen vertreten: aus Wissenschaft, Ingenieurswesen, Technik, Labor und Verwaltung.
Der Vorläufer des Bayerischen Landesamts für Wasserwirtschaft (LfW) war das Königlich Technische Bureau für Wasserversorgung, welches 1878 in Bayern gegründet wurde. 1974 wurde das LfW aus den bayerischen Zentralbehörden für die Wasserversorgung, den Gewässerschutz und die Gewässerkunde gebildet. Zu dem Amt gehörten der Hochwassernachrichtendienst, Lawinenwarndienst, eine gewässerökologische Forschungsstation und die wasserwirtschaftliche Rahmenplanung.
Die Ursprünge des Bayerischen Geologischen Landesamtes liegen im 1879 gegründeten Königlichen Oberbergamt, das Carl Wilhelm von Gümbel leitete. Nach dem Ersten Weltkrieg wurde es in Geologische Landesuntersuchung umbenannt und ging wie die übrigen Geologischen Landesämter im Deutschen Reich 1939 im Reichsamt für Bodenforschung auf. Im Zweiten Weltkrieg verbrannte der Großteil der Bibliothek. Nach dem Zweiten Weltkrieg gab es wieder kurze Zeit ein Bayerisches Oberbergamt bis 1947 das Bayerische Geologische Landesamt gegründet wurde. Es hatte seinen Sitz in der Münchner Prinzregentenstraße und zog 1984 in die Heßstraße um.
Das Landesamt für Umweltschutz als eine der Vorgängerinstitutionen des heutigen LfU wurde 1971, unter anderem veranlasst durch das Auftreten neuartiger Walderkrankungen, gegründet. Es beschäftigte sich beispielsweise mit den Themen Abfallwirtschaft, Luftreinhaltung, Lärmschutz, Landschaftspflege, Strahlenschutz, Umwelttechnologie, Umweltanalytik und Umwelthygiene. Mit dem Lufthygienischen Landesüberwachungssystem in Bayern (LÜB), dem Immissionsmessnetz für Radioaktivität (IfR) und der Biotopkartierung ermittelte das LfU bereits damals wichtige Grundlagen zur Bewertung des Zustands der Umwelt in Bayern, entwickelte Zielvorgaben, begutachtete und überwachte die Umwelt und führte Fortbildungs- und Fachveranstaltungen durch.

## Aufgaben und Organisation
Als zentrale Umweltfachbehörde Bayerns hat das LfU sowohl das Ziel, die natürlichen Lebensgrundlagen zu schützen, als auch die Menschen vor Natur- und Umweltgefahren zu bewahren. Die Aufgaben des LfU sind in der Verordnung über das Landesamt für Umwelt (LfUV) geregelt. Demzufolge gehört das LfU als Landesoberbehörde in den Geschäftsbereich des Bayerischen Staatsministeriums für Umwelt und Verbraucherschutz (StMUV) und des Bayerischen Staatsministeriums für Wirtschaft, Landesentwicklung und Energie (StMWi). Die Fach- und Vollzugsaufgaben des LfU sind im Gesetz über das Bayerische Landesamt für Umwelt (LfUG) festgeschrieben.
Das LfU erhebt und bewertet umweltrelevanten Daten, die Auskunft über den aktuellen und zukünftigen Zustand der bayerischen Umwelt geben (Details siehe Abschnitt Tätigkeitsfelder). Die gewonnenen Ergebnisse stellt das Amt mit seinen verschiedenen Abteilungen anschließend Behörden, Kommunen, Politik, Wissenschaft, Wirtschaft und der breiten Öffentlichkeit zur Verfügung. Darüber hinaus erstellt das LfU Gutachten und Stellungnahmen zu Anfragen von anderen Behörden, öffentlichen Einrichtungen oder Instituten. Das Amt berät außerdem Unternehmen und Organisationen und veranstaltet Kongresse und Fachtagungen. Es ist in elf Fachabteilungen sowie eine Abteilung für zentrale Aufgaben und Dienstleistungen organisiert.

## Tätigkeitsfelder
Dem LfU beschäftigt sich mit folgenden Themen:
- Abfall: Fortschreiben von Standards bei der Vermeidung, Verwertung, Behandlung und Beseitigung von Abfällen.[11]
- Altlasten: Erfassen und Abarbeiten von Altlasten-Verdachtsflächen und Erstellen von fachlichen Vorgaben für ihre Erkundung, Bewertung und Sanierung.[12]
- Analytik/Stoffe: Messen, welche Schadstoffen in die Umwelt gelangen und in welchen Mengen, ob und wo sie sich anreichern und wie sie dort wirken.[13]
- Boden: Aufstellen von Konzepten für eine nachhaltige und umweltverträgliche Bodennutzung durch Erforschung, Überwachung und Kartierung von Böden.[14]
- Energie: Das Ökoenergie-Institut-Bayern (ÖIB) im LfU erarbeitet unter anderem Energieleitfäden, macht energieeffiziente Techniken bekannt und erkundet Erdwärme-Vorkommen in Bayern. Mit dem Energie-Atlas-Bayern bietet das ÖIB zudem ein umfangreiches Informationsangebot zu erneuerbaren Energien in Bayern.[15]
- Geologie: Durchführen von Bodenerkundungen zur langfristigen Nutzung von Bodenschätzen und Grundwasser sowie zur Erkennung von Georisiken. Zusammen mit der Sektion Geophysik des Departments für Geo- und Umweltwissenschaften der Ludwig-Maximilians Universität München betreibt das LfU darüber hinaus den Erdbebendienst Bayern.[16][17]
- Klima: Erarbeiten von Szenarien für klimatische Entwicklung der bayerischen Regionen und deren Auswirkungen (z. B. auf die Wasserwirtschaft und Trinkwasserversorgung) in Forschungsverbünden (z. B. KLIWA)[18]. Zudem wirkt das LfU an der Erstellung von Anpassungsstrategien mit.[19]
- Lärm: Beurteilen der Lärmbelastungen, die zum Beispiel von Straßen-, Bahn- und Flugverkehr, Parkplätzen, Industrie- und Freizeitanlagen ausgehen. Darüber hinaus werden Maßnahmen zur Lärmminderung vorgeschlagen.[20]
- Luft: Untersuchen, wie hoch eventuelle Belastungen der Luft mit Schadstoffen sind, wo sie herkommen und wie sie minimiert werden können. Das LfU betreibt hierzu seit 1974 das Lufthygienische Landesüberwachungssystem Bayern (LÜB)[21] mit landesweit über 50 Messstationen.[22]
- Natur: Sammeln von Daten über die Verbreitung und den Bestand von Pflanzen, Pilzen und Tieren und entwickeln von Konzepten für Artenschutzmaßnahmen und eine vorausschauende, umweltverträgliche Nutzung von Natur und Landschaft.[23]
- Strahlung: Überwachen unterschiedlicher Strahlungsquellen und Strahlungsarten und informieren der Bevölkerung.[24]
- Wasser: Beobachten der Gewässerqualität und der Wasserstände. Mit dem Hochwassernachrichtendienst Bayern, Niedrigwasser-Informationsdienst (NID) und dem Lawinenwarndienst[25] informiert das LfU über die aktuelle Lage.[26]

## Präsidenten
- 2005–2011: Albert Göttle
- 2011–2021: Claus Kumutat
- 2021–2024: Christian Mikulla
- Seit 09/2024: Monika Kratzer

## Standorte
Das Landesamt für Umwelt hat seinen Hauptsitz in Augsburg. Weitere Dienststellen befinden sich in Hof, Kulmbach (Schloss Steinenhausen), Marktredwitz und Wielenbach. Außerdem betreibt die Behörde die Staatliche Vogelschutzwarte in Garmisch-Partenkirchen und seit 2014 mit dem Bionicum im Tiergarten Nürnberg ein Informations- und Besucherzentrum zur Bionik.
Das LfU nimmt seit 2002 am europäischen Gemeinschaftssystem für das Umweltmanagement und die Umweltbetriebsprüfung (EMAS) teil.

### Dienststelle Augsburg
Die LfU-Hauptdienststelle befindet sich im Augsburger Universitätsviertel an der Bürgermeister-Ulrich-Straße unweit der Universität. Das in moderner Glasarchitektur mit Dachbegrünung gestaltete Gebäude wurde im Herbst 1999 nach zweieinhalbjähriger Bauzeit eingeweiht. Mit einer Investitionssumme von rund 144 Millionen Mark wollte man ein ressourcenschonendes Umweltzentrum schaffen, das hinsichtlich seiner umweltgerechten Bauweise einen Vorbildcharakter einnehmen sollte. Aufgrund fehlerhafter Berechnungen hinsichtlich des Energiebedarfs ist das energiesparende Gebäudekonzept allerdings nicht in allen Punkten gelungen. Vom Obersten Rechnungshof wurde die Baumaßnahme 2001 daraufhin sogar als „Energieschleuder“ gerügt. Das Konzept der klimaneutralen Heizung wurde schließlich aufgegeben und ein Anschluss an das Fernwärmenetz der Stadtwerke vollzogen.
Mit der Absicht, die an verschiedenen Standorten betriebenen Labore in Augsburg zusammenzulegen, wurden im Jahr 2009 Pläne für einen Erweiterungsbau vorgebracht. In die Kritik geriet dieses Vorhaben, da für den Laborneubau Biotopflächen südlich des bestehenden Gebäudetraktes geopfert werden sollten, die im Zuge der Errichtung der Dienststelle 1999 neu angelegt wurden. Nach langen Verhandlungen wurde das Biotop mit einem Ausgleichsfaktor 1:5 auf eine nahegelegene Ausgleichsfläche (ehemaliges Rollfeld) verlegt und schließlich mit dem Bau des Labortraktes begonnen. Das rund 16,3 Millionen Euro teure Vorhaben wurde nach mehrjähriger Bauzeit im Frühjahr 2013 offiziell eingeweiht.
Die Außenanlagen am Standort Augsburg bestehen in großen Teilen seit 1999 und wurden als Vorbild für die Gestaltung naturnaher Außenanlagen an öffentlichen Gebäuden geplant. 2009 bis 2012 wurden sie erweitert und um naturschutzrechtliche Ausgleichsflächen ergänzt. Ihre Gesamtfläche beträgt ca. 64.000 m2 (einschl. Dachbegrünung). In der Dienststelle Augsburg werden an der Bürgermeister-Ulrich-Straße die Fachthemen medienübergreifender Umweltschutz, Luft, Lärm, Anlagensicherheit, Abfallwirtschaft, Strahlenschutz, Naturschutz, Landschaftsentwicklung, Gewässerschutz, Zentrallabor mit Laborleitstelle Umwelt, Hochwasserschutz und alpine Naturgefahren bearbeitet. In einer Nebenstelle an der Haunstetter Straße 112 sind die Fachthemen Wasserbau, Landesaufnahme Geologie und Boden Süd, tiefe Geothermie, Geophysik und Georisiken angesiedelt.

### Dienststelle Hof

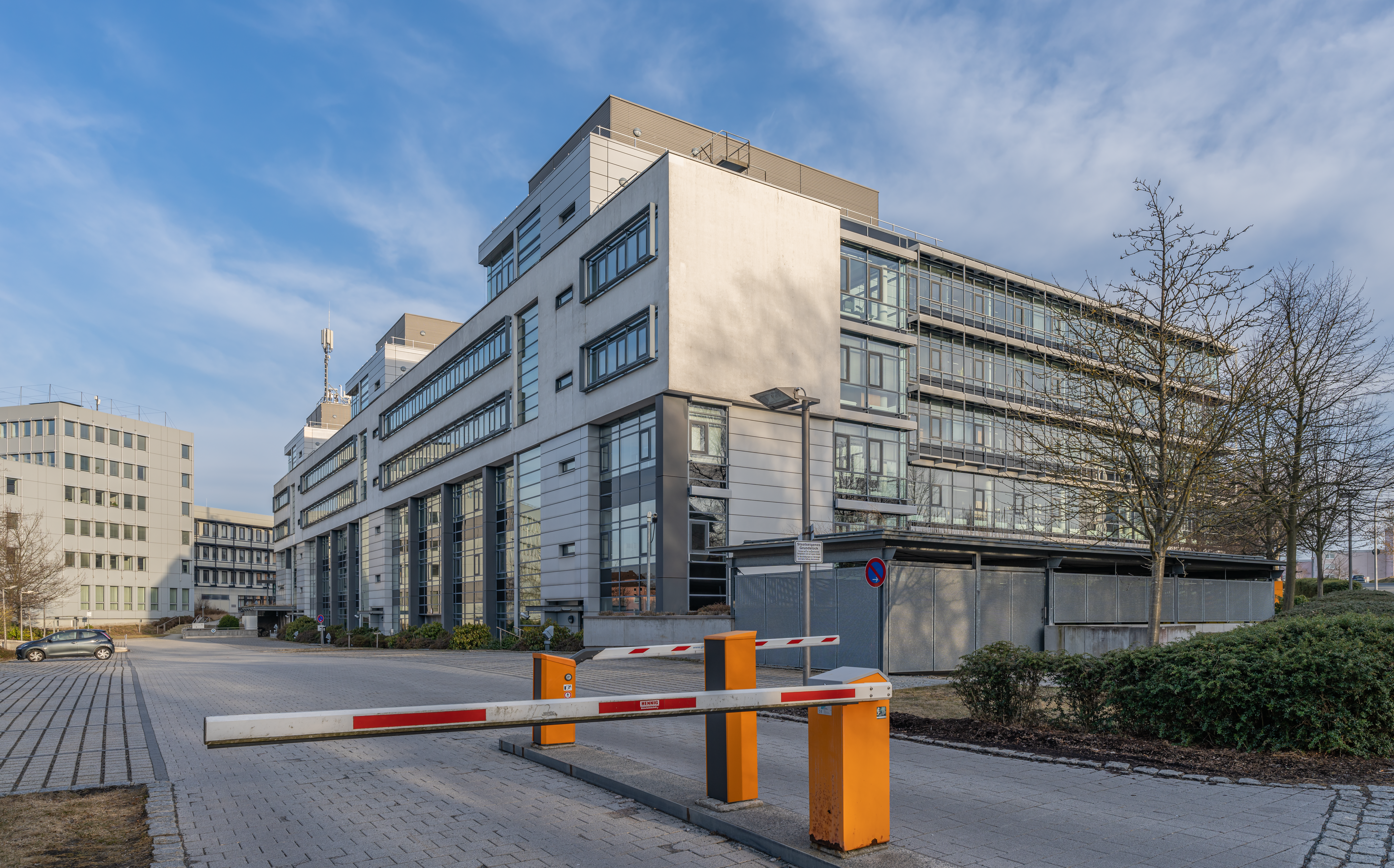
Das Landesamt für Umwelt in Hof

2006 wurde in den Räumlichkeiten der ehemaligen Schmidt-Bank in Hof die zweitgrößte Dienststelle des LfU mit Sitz des Vizepräsidenten gegründet. In der Hans-Högn-Straße 12 werden die Fachthemen Grundwasserschutz, Wasserversorgung, Gewässerqualität, Gebietshydrologie, Altlasten, Landesaufnahme Geologie, Wirtschaftsgeologie, Hydrogeologie, oberflächennahe Geothermie, Bodenschutz, Klima, Wildtiermanagement und Landschaftspflege bearbeitet. In der Nebenstelle am St.-Lukas-Weg 25 sind die Fachthemen Wirtschaftsgeologie, Rohstoff-Analytik, Bohrkernarchiv, Gesteinssammlung angesiedelt.

### Dienststelle Kulmbach
Die LfU-Dienststelle Kulmbach wurde 1988 in Betrieb genommen. Hier werden die Fachthemen Abfallüberwachung, Luftgütemessung Nordbayern, Strahlenschutz Nordbayern und Radiotoxikologie bearbeitet. Die Dienststelle befindet sich im denkmalgeschützten Schloss Steinenhausen mit seinen naturnahen Außenanlagen.

### Dienststelle Marktredwitz
Die LfU-Dienststelle in Marktredwitz befindet sich seit 1999 im Kösseine-Einkaufszentrum. Das Einkaufszentrum wurde nach erfolgter Altlastensanierung auf dem Gelände einer ehemaligen chemischen Fabrik errichtet. In der LfU-Dienststelle Marktredwitz werden die Fachthemen Boden- und Gesteinsanalytik bearbeitet.

### Dienststelle Wielenbach
Die Dienststelle Wielenbach geht auf das Jahr 1912 zurück, als sie als Königliche Bayerische Teichwirtschaftliche Versuchsstation gegründet wurde. Auf dem Außengelände befinden sich 145 Fischteiche. In der Dienststelle werden die Fachthemen Gewässerökologie, Limnologie, Aquatische Toxikologie sowie Stoff- und Chemikalienbewertung bearbeitet.

### Dienststelle Garmisch-Partenkirchen
In der LfU-Dienststelle in Garmisch-Partenkirchen befindet sich die Staatliche Vogelschutzwarte. Sie ist seit 1995 Teil des Umweltressorts. Die Aufgabenschwerpunkte liegen in den Bereichen Monitoring, Avifaunistik, Artenschutz, Konfliktmanagement Vögel, Beratung und Öffentlichkeitsarbeit.

### Dienststelle München
In der LfU-Dienststelle in der Münchener Heßstraße befindet sich der Lawinenwarndienst.

## Veröffentlichungen
- Vollständiges Publikationsverzeichnis des Landesamtes für Umwelt